# José de Almeida Correia
José de Almeida Correia (Viseu, Couto de Cima, Sequeiros, 3 de Outubro de 1881 - Lisboa, ?) foi um clérigo, jornalista e político português.

## Biografia
Filho de Manuel de Almeida Correia e de sua mulher.
Seguiu a carreira eclesiástica e também se dedicou ao Jornalismo.
Foi eleito Deputado em 1918, pelo Círculo Eleitoral de Leiria, nas listas do Centro Católico Português, cujo programa ele co-redigiu.
Fundador do "Jornal da Beira".
Colaborador na revista católica Lusitânia (1914).
Monárquico. Cónego.
Prior da Igreja de S. José, em Lisboa.